# Szymon Marycjusz
Szymon Marycjusz (Mariciusz) z Pilzna, inne formy nazwiska i pseudonimy: Maricius (prawdopodobnie przekł. grecki właściwego nazwiska Kociełek, wzgl.Kociołek; według Estreichera: Koziołek), Simon Maricius Pilsnensis, Szymon z Pilzna, Chlebodziejski, Czystochlebski, forma błędna: Marycki, (ur. 1516 w Pilźnie, zm. 1574) – polski pedagog, prawnik, filolog, wydawca, profesor Akademii Krakowskiej, znawca, wielbiciel i tłumacz literatury starożytnej.

## Życiorys
Urodził się w roku 1516 w Pilźnie, w rodzinie mieszczańskiej, z ojca Macieja. Do Akademii Krakowskiej zapisał się w półroczu letnim 1532, w roku 1535 został bakałarzem, a w 1539 magistrem. Najpierw jako zastępca, później jako profesor wykładał od roku 1539 autorów starożytnych na tejże Akademii. Przez pewien czas nauczał w szkole parafialnej Św. Jana, gdzie jego słuchaczem był A. Patrycy Nidecki.
W roku 1544 wojewoda krakowski Piotr Kmita wysłał go na studia do Włoch w charakterze guwernera Jana Herburta. Zwiedził Rzym, kontynuował swą naukę w Bolonii, Padwie, Ferrarze, gdzie we wrześniu 1545 uzyskał doktorat obojga praw. W półroczu letnim 1546 podjął przerwane wykłady na Akademii Krakowskiej. Niedopuszczenie na wydział prawny zniechęciło go tej pracy, wskutek czego w 1547 zamyślał o ponownym wyjeździe do Włoch. W półroczu zimowym 1550/1551 poprowadził ostatni wykład (o mowach Cycerona i Demostenesa), a latem 1551 objął stanowisko kanclerza u biskupa chełmińskiego Jana Lubodzieskiego. Swe pierwotne właściwe nazwisko Kociołek, po otrzymaniu szlachectwa w 11 czerwca 1559, zmienił na nowe – Czystochlebski.
Poznawszy położenie uniwersytetów we Włoszech, w swoim traktacie pedagogicznym (O szkołach, czyli akademiach, ksiąg dwoje) szeroko rozwija pogląd o pożytku i doniosłości wychowania szkolnego oraz przedstawia środki, jakimi by można – jego zdaniem – zaradzić upadkowi znaczenia szkół w Rzeczypospolitej. Marycjusz, który szczególnie cenił sobie pracę z młodzieżą ubolewał nad deprecjacją stanu nauczycielskiego w Polsce i znalazłszy sobie mecenasa porzucił praktykę pedagogiczną, a poświęcił się teorii. Odpowiedzialnością za upadek szkół obarcza nie nauczycieli, ale odpowiednie władze (uwidacznia się to np. w apelu skierowanym do scholastyków, proboszczów i rajców).
Uważał, że szkolnictwo to skarb narodu, a posiadanie przez państwo Akademii przyczynia się do jego rozwoju (lepiej wykształceni ludzie – mądrzejsze prawa).

## Twórczość

### Traktaty
- De scholis seu academiis libri duo[1], Kraków 1551, drukarnia H. Szarffenberg, (pierwszy traktat o szkolnictwie w literaturze polskiej), przekł. polski: A. Danysz pt. "O szkołach, czyli akademiach, ksiąg dwoje"[2], Kraków 1929, Biblioteka Polskich Pisarzy Pedagogów, nr 4; także wyd. H. Barycz, Wrocław 1955, Biblioteka Klasyki Pedagogiki. Pisarze Polscy, fragmenty pt. "O obronie szkół", przedr. S. Kot Źródła do historii wychowania (wybór), cz. 1: "Od starożytnej Grecji do końca w. XVII", Kraków 1929, s. 203-213; J. Skoczek "Wybór pism pedagogicznych Polski doby Odrodzenia", Wrocław 1957, Biblioteka Narodowa, seria I, nr 157

### Prace edytorskie
- Demostenes De pace oratio[3], Kraków 1546, drukarnia F. Ungler
- Demostenes Pro libertate Rhodiorum oratio[4], Kraków 1547, drukarnia M. Szarffenberg
- In Marci Tullii Ciceronis pro Publio Quintio orationem annotationes, Kraków 1547, drukarnia M. Szarffenberg
- In Marci Tullii Ciceronis ad Quintum Fratrem dialogos III de oratore annotationes, Kraków 1548, drukarnia M. Szarffenberg

### Listy i materiały
- Korespondencja z lat 1551-1555 (m.in. listy do i od: S. Hozjusza, M. Kromera, J. Lubodzieskiego, A. Patrycego Nideckiego), wyd. S. Kot Archiwum do Dziejów Literatury i Oświaty w Polsce, t. 16, zeszyt 2 (1929)
- Zapiski rodzinne S. Marycjusza, wyd. S. Kot Archiwum do Dziejów Literatury i Oświaty w Polsce, t. 16, zeszyt 2 (1929), dod. I, s. 245-248
- Akt nobilitacji dat. 11 czerwca 1559, wyd. T. Wierzbowski Materiały do dziejów piśmiennictwa polskiego, t. 1, Warszawa 1900, s. 107
- Podobiznę autografu (fragment listu z 1553) podał H. Biegeleisen Ilustrowane dzieje literatury polskiej, t. 3, Wiedeń (1901), s. 334